# ヌーメノール
ヌーメノール（Númenor）は、J・R・R・トールキンの中つ国世界の架空の場所。アトランティス伝説の変形と位置づけられ、作中ではクウェンヤNúmenóre「西の土地」が語源とされ、トールキンは「西方国」(Westernesse)と翻訳した。

## 地理
ヌーメノールは中つ国とアマンの間の大海の島にあるドゥーネダインの王国である。土地は贈り物として海から隆起して人間に与えられた。島はエレンナ（Elenna「星の国」）と呼ばれた。これはドゥーネダインがエアレンディルの星によりそこへ導かれたためであり、島が五つの突起のある星形をしていたためである。ヌーメノールの大きさは『中つ国歴史地図』の作者カレン・ウィン・フォンスタッドによればハワイ大島の40倍の大きさになるという。

### アンドゥーニエ
西海岸の中央には、アンドゥーニエ（Andúnië、日の入り）の港があった。当初は不死の国からエルダールがさまざまな贈り物を携えて訪れたが、人心がすさむにつれてこの港も見捨てられ、寂れていった。
アンドゥーニエの領主は、第4代王タル＝エレンディルの娘シルマリエンを先祖としていた。歴代領主は王に次いで高い栄誉を受け、常に王の最高顧問官のひとりだった。そして、人々の心が西方から離れていく時代にあっても、かれらは節を曲げなかった。

### メネルタルマ
島の中心にメネルタルマ（Meneltarma、天の柱）という名の山があり、ドゥーネダインはその山頂にエル・イルーヴァタールの祭壇を建て、毎年最初の果実を捧げた。これはヌーメノールで唯一の寺院である。山麓には歴代の王墓が築かれた。また、島内に二つしかない川は、この山に発していた。ニンダモスの都市の近くの小さな三角州に終わるシリル川と、エルダロンデの近くで海に注ぐヌンドゥイネ川である。
ヌーメノール人の中でも最も視力の鋭いものは、不死の国の東端の港アヴァルローネを、この山の頂から遠く望むことができたという。ヌーメノールの没落後も、メネルタルマの山頂だけは海中に沈まずに島としてそびえていると信じられていたが、実際にそれを見出したものはいない。
フォンスタッドによるとメネルタルマの高さは14000フィート（約4200m）程だという。

### アルメネロス
聖山メネルタルマのすぐ近くの丘の上には、初代王エルロスによって王都アルメネロス（Armenelos）が建てられた。その王宮の庭には白の木ニムロスが植えられた。これはエルダールがもたらした、トル・エレッセアの白の木ケレボルンの実生の苗木である。

### ローメンナ
エルダールを敵視する第23代王アル＝ギミルゾールの命によって、いまだ西方のエルダールやヴァラールに忠実な「エレンディリ」（Elendili、節士派）は島の東側に移住させられた。かれらの新たな拠点となったのがローメンナ（Rómenna）の港である。エレンディリはこの港からしばしば中つ国の北方、ギル＝ガラドの王国を訪ねた。

## 動植物
『終わらざりし物語』では、エルフ族によって多数の動植物が持ち込まれたとされており、名前の挙がっている種類としては「Kirinki（鳥）」や七種の「Fragrant Trees」などがある。

## 技術力
『アカルラベース』などの記述からは、発達した医学（遺体の防腐処理やエリクサーや高度な薬の製造）や鉄工技術（錆びることなくトロールの皮膚をも貫く武器）や巨大で豪華絢爛な建造物を作る建築技術、などの他にサウロン到来後には「動力機関（“devised engines”）」も開発されたとされている。
『The History of Middle-earth』の5巻にて、風に頼らずに航海が可能でどんな天候でも沈まない鉄製の船舶、強力な剣と盾、何リーグも飛び正確に撃ち抜く「雷の様な矢」を持つとされ、サウロンが到来して以降は彼の教唆により、帆を持たない鋼鉄の船や「ミサイル」も開発されたという。
9巻では、「空中を航行する船」の存在が言及されており、これらを使って世界中を航行した結果、神々への信仰や伝説等を棄てる民が現れたり、中つ国の住民からは恐怖と畏怖を持たれ、ヌメノール人そのものを神とみなす者もいたという。

## 歴史
エアレンディルの息子エルロスはヌーメノールの初代の王で、タル＝ミンヤトゥアの名を得た。ヌーメノールの王たちは通常の人間の数倍の寿命を与えられ、彼の場合は五百年もの間生きた。かれの統治（第二紀32年 - 442年）およびかれの子孫の統治のもとで、人間が主要な種族になった。かれらの船団は第二紀600年にヌーメノールから中つ国まで初めて航海した。
ヌーメノール人は、ヴァラールによって、ヌーメノールが見えなくなるほど西方に航海することを禁止された。それは人間が、物が朽ちる事なき不死の地を見てそれに魅せられることを恐れたからだった。しかし時とともに、ヌーメノール人はヴァラールの禁制に憤慨し、権威に反発し、かれらに与えられなかったと信じた永遠の生命を求めるようになったが、不死の命に固執すればするほど、ヌーメノール人の寿命は短くなっていった。かれらは東方へ行き、中つ国の大部分を、最初は友好的に、だがその後は専制者として植民地化することによりこれを償おうとした。僅かな「節士派」と呼ばれる者たちはヴァラールに忠実で、エルフに友好的でありつづけた。
第二紀3255年、第25代の王アル＝ファラゾーンは中つ国に航海した。ヌーメノールの権勢を見て、サウロンは王の捕虜になることに合意し、かれはヌーメノールに連れてこられた。サウロンはすぐに王への助言者になり、ヴァラールは人間に征服されるのを恐れるが故に、不死の国への航海を禁じているとして、禁を無視することを提案した。第二紀3319年、アル＝ファラゾーンは西方へ向けて船出し、アマンの地に足を下ろした。その結果、イルーヴァタールの手によって世界は平面から球体へ作り変えられ、ヌーメノールは波の下に沈み、アマンは世界の圏外に移された。
エレンディル（かれはアル＝ファラゾーンの時代における節士派の指導者アマンディルの息子である）、かれの子孫および追随者は、ヌーメノールに起こるべき災害を予知し、島が沈む前に出帆した。かれらは中つ国に漂着し、アルノールとゴンドールの両王国を建設した。
世界の大変動の後、ヌーメノールはクウェンヤで没落せる国を意味するアタランテ（Atalantë）と呼ばれた。アトランティスとの類似点は明白であるが、トールキンは「落ちる」の意味のクウェンヤの語幹をヌーメノールを参照する名前に組み入れることができたのは幸福な偶然であると評した。ヌーメノールの興隆および没落の話は『シルマリルの物語』の「アカルラベース」中で伝えられている。

## ドラマシリーズ
2022年に始まったドラマシリーズ『ロード・オブ・ザ・リング: 力の指輪』では第二紀末の没落時期の出来事が描かれる。

## 備考
- C・S・ルイスの小説、『サルカンドラ - かの忌わしき砦』に「Numinor and the True West」（原文のまま）が出てくる。これを、ルイスはJ・R・R・トールキンの未発行の創造物であるとしている。これはルイスおよびトールキンの小説間のクロスオーバーの多くの例のうちの一つであり、ふたりともインクリングズというオックスフォード大学の文芸作家のサークルのメンバーだった。